# The Secret of Convict Lake
The Secret of Convict Lake is een Amerikaanse Western-film uit 1951. Het verhaal is fictief maar is gebaseerd op lokale legendes over het echte Convict Lake gelegen in de Sierra Nevada in het noorden van Californië. De film is geregisseerd door Michael Gordon en geproduceerd door Frank P. Rosenberg. Hoofdrollen worden vertolkt door Glenn Ford, Gene Tierney, en Ethel Barrymore.

## Verhaal
In de winter van 1871 ontsnappen zes gevangenen uit een gevangenis in Carson City, Nevada. Vijf van hen zijn geharde criminelen, de zesde is een oprecht onschuldige man die ten onrechte werd veroordeeld voor een roofmoord. Wanneer ze tijdens hun ontsnapping worden verrast door een zware sneeuwstorm hebben ze geen andere keuze dan te schuilen in een klein mijnwerkersdorpje dat zijn naam deelt met het nabijgelegen meer: Convict Lake. De criminelen ontdekken dat het dorpje enkel bewoond is door vrouwen, dit omdat de mannen van het dorp allemaal weg zijn door de recente ontdekking van een zilverader in de buurt. De vrouwen op hun beurt ontdekken dat de bezoekers ontsnapte criminelen zijn, dit door de restanten van de ijzeren ketens aan hun enkels en polsen. Het komt tot een intense confrontatie waarbij Jim Canfield, de onschuldige man en Granny, de oudste vrouw van het dorpje, de situatie kalmeren door een compromis voor te stellen waarbij de ontsnapte gevangenen in een leegstaand huis mogen verblijven totdat het weer hen toelaat om verder te trekken.
De situatie verandert wanneer enkele van de criminelen te horen krijgen dat er een schat van 40000 dollar aan geld in de buurt zou zijn verborgen en wanneer Jim Canfield verliefd wordt op Marcia Stoddard, een mooie jonge vrouw die verloofd blijkt te zijn met de man die er voor zorgde dat Jim onschuldig in de gevangenis terecht kwam.

## Rolverdeling
| Acteur          | Personage       |
| --------------- | --------------- |
| Glenn Ford      | Jim Canfield    |
| Gene Tierney    | Marcia Stoddard |
| Ethel Barrymore | Granny          |
| Zachary Scott   | Johnny Greer    |
| Ann Dvorak      | Rachel Shaeffer |
| Barbara Bates   | Barbara         |
| Helen Westcott  | Susan Haggerty  |